# Divadlo v Epidauru
Divadlo v Epidauru je starověké řecké divadlo v zaniklém starořeckém městě Epidauros (nedaleko dnešního Lygouria). Bylo postaveno na západní straně hory Cynortion koncem 4. století př. n. l., zhruba v letech 340–330 př. n. l. Je považováno za nejdokonalejší starověké řecké divadlo, zejména co do akustiky. Kapacita byla 13 000 až 14 000 diváků. V roce 1988 bylo spolu s těsně přiléhajícím a souvisejícím Asklépiovým chrámem zapsáno na seznam Světového dědictví UNESCO. Divadlo bylo v 19. století obnoveno téměř v původní podobě, s výjimkou jevištní budovy. Díky tomu jde o nejzachovalejší starořecké divadlo vůbec.
Podle Pausaniáse bylo divadlo navrženo architektem Polykleitosem mladším. Bylo vybudováno z bílého vápence. Právě užití vápence podle moderních vědců zajistilo unikátní akustiku. Konaly se zde ve čtyřletém cyklu hudební i dramatické hry, které byly součástí uctívání Asklépia, jehož kultem byl Epidauros vyhlášený. Představení byla používána i jako léčebný prostředek, protože panovalo přesvědčení, že sledování dramatických představení má pozitivní účinky na duševní a fyzické zdraví. Orchestr je obklopen podzemním odvodňovacím potrubím o šířce 1,99 m, zvaným euripos. To bylo pokryto kruhovým kamenným chodníkem. Divadlo si zachovalo charakteristickou trojčlennou strukturu helénského divadla: theatron, orchestr a skéna (jevištní budova), a to proto, že v římské éře neprošlo, na rozdíl od mnoha jiných řeckých divadel, žádnými úpravami. I proto je historiky tak ceněno. První systematický výzkum divadla zahájil v roce 1881 Archeologický spolek pod vedením archeologa Panayise Kavvadiase. Dnes památka přitahuje velké množství řeckých i zahraničních návštěvníků a je využívána pro představení antických dramatických her. Prvním novodobým představením byla Sofoklova tragédie Élektra inscenovaná v roce 1938, s Katinou Paxinou v hlavní roli. V roce 1955 byl založen každoroční festival antického dramatu, koná se dodnes, vždy v letních měsících.